# 文康廣播局
文康廣播局（簡稱文廣局，縮寫：BCSB），香港特別行政區政府前決策局之一，於1998年4月解散。

## 歷史
文康市政科於1985年成立，隸屬布政司署，負責市政、衛生等工作。
1989年9月，當時的文康市政科和行政科合併改組成文康廣播科，轄下衛生事務工作轉交衛生署，市政總署及區域市政總署亦脫離其管轄。
1997年7月1日，布政司署文康廣播科改稱文康廣播局，首長文康廣播司改稱文康廣播局局長。
1998年4月9日解散，原文化及康樂等事務交予民政事務局；廣播及電影政策等事務置入新成立之資訊科技及廣播局。

## 轄下部門
- 香港電台
- 影視及娛樂事務管理處
- 古物古蹟辦事處

## 歷任首長
文康市政司
- 班禮士 (1985年4月1日—1986年4月)
- 徐淦 (1986年4月—1989年8月31日)

文康廣播司
- 徐淦 (1989年9月1日—1991年)
- 蘇燿祖 (1991年6月8日—1995年11月)
- 周德熙 (1995年11月20日－1997年6月30日)

文康廣播局局長
- 周德熙 (1997年7月1日－1998年3月30日)